# Soir d'hiver (Holmès)
Pour les articles homonymes, voir Soir d'hiver (homonymie).
Soir d'hiver est une mélodie d'Augusta Holmès composée en 1892.

## Composition
Augusta Holmès compose Soir d'hiver en 1892 sur un poème écrit par elle-même. L'œuvre, en ré majeur, est dédiée à Eugène Cougoul. L'illustration est due à L. Denis. La mélodie est publiée aux éditions Mackar et Noël.